# Kostermansia malayana
Kostermansia malayana (Thouars) Baill. – gatunek roślin z monotypowego rodzaju Kostermansia w obrębie rodziny ślazowatych (Malvaceae), według niektórych systemów (np. Reveala) do rodziny wełniakowatych (Bombaceae). Występuje endemicznie na Półwyspie Malajskim – w malezyjskich stanach Kelantan, Terengganu, Pahang, Perak, Selangor i Johor. 

## Morfologia
PokrójZimozielone drzewo dorastające do 50 m wysokości. Pień jest wsparty Korzeń przybyszowy. Kora ma brązową barwę.
LiścieUlistnienie naprzemianległe. Blaszka liściowa jest skórzasta i ma eliptyczny lub podługowaty kształt. Mierzy 7,6–13 cm długości oraz 2,5–5 cm szerokości, ma rozwartą nasadę i spiczasty lub ostry wierzchołek. Ogonek liściowy jest nagi i ma 15–20 mm długości.
KwiatyZebrane w wierzchotkach wyrastających z kątów pędów lub niemal na ich szczytach. Kielich ma dzwonkowaty kształt, złożony jest z 5 działek. Korona kwiatu składa jest z 5 wolnych płatków. Pręcików jest 20, są zrośnięte ze sobą u nasady. Słupek jest górny, kolczasty, z pięcioma komorami.
OwoceTorebki mierzące 5-7,5 cm średnicy, o kulistym kształcie.

## Biologia i ekologia
Rośnie w lasach, na brzegach cieków wodnych i terenach bagnistych. 

## Systematyka
Pozycja systematyczna według APweb (2001...)
Rodzaj z podrodziny Helicteroideae w obrębie ślazowatych Malvaceae, wchodzących w skład ślazowców z kladu różowych.
Pozycja w systemie Reveala (1993–1999)
Gromada okrytonasienne (Magnoliophyta Cronquist, podgromada Magnoliophytina Frohne & U. Jensen ex Reveal, klasa Rosopsida Batsch, podklasa ukęślowe (Dilleniidae Takht. ex Reveal & Tahkt.), nadrząd Malvanae Takht., rząd ślazowce (Malvales Dumort.), podrząd Malvineae Rchb., rodzina wełniakowate (Bombacaceae Kunth).